# Weltmeisterschaften im Trampolinturnen 1998
Die 20. Turn-Weltmeisterschaften im Trampolinturnen fanden 1998 in Sydney, Australien statt.

## Ergebnisse

### Männer Einzel
| Rang | Land       | Turner            |
| ---- | ---------- | ----------------- |
|      | Russland   | German Chnytschew |
|      | Belarus    | Mikalaj Kasak     |
|      | Belarus    | Jewgeni Beljajew  |
|      | Frankreich | Emmanuel Durand   |

### Männer Team
| Rang | Land       | Turner                                                                          |
| ---- | ---------- | ------------------------------------------------------------------------------- |
|      | Russland   | German Chnytschew Michail Tschepilewski Alexander Moskalenko Alexander Russakow |
|      | Belarus    | Oleg Bondarik Jewgeni Beljajew Wladimir Kakorko Mikalaj Kasak                   |
|      | Frankreich | Sebastian Laifa Guillaume Bourgeon Emmanuel Durand David Martin                 |

### Synchron Männer
| Rang | Land       | Turner                                 |
| ---- | ---------- | -------------------------------------- |
|      | Frankreich | David Martin Emmanuel Durand           |
|      | Belarus    | Mikalaj Kasak Wladimir Kakorko         |
|      | Ukraine    | Sergei Bukowtsew Alexander Tschernonos |

### Doppel Mini-Trampolin Männer
| Rang | Land      | Turner         |
| ---- | --------- | -------------- |
|      | Brasilien | Rodolfo Rangel |
|      | Portugal  | João Marques   |
|      | Kanada    | Chris Mitruk   |

### Doppel Mini-Trampolin Team Männer
| Rang | Land       | Turner                                               |
| ---- | ---------- | ---------------------------------------------------- |
|      | Neuseeland | Tom Delany Justin Dougal Chris Ormandy Damien McCown |
|      | Kanada     | Israel Martens Ben Snape Chris Mitruk Jermy Brock    |
|      | Australien | Ji Wallace Paul Hasfield Adrian Wareham Karl Shore   |

### Tumbling Männer
| Rang | Land     | Turner          |
| ---- | -------- | --------------- |
|      | Russland | Lewon Petrosjan |
|      | Russland | Daniel Awakian  |
|      | Polen    | Tomasz Kies     |

### Tumbling Team Männer
| Rang | Land               | Turner                                                              |
| ---- | ------------------ | ------------------------------------------------------------------- |
|      | Russland           | Oleg Akintschine Daniel Awakian Jewgeni Bogonolow Lewon Petrosjan   |
|      | Vereinigte Staaten | Brad Davis Rayshine Harris Brian Beech Graylan Stewart              |
|      | Frankreich         | Alexandre Dechanet Nicolas Fournials Christopher Gigo Joseph Imbert |

### Damen Einzel
| Rank | Land        | Turnerin         |
| ---- | ----------- | ---------------- |
|      | Russland    | Irina Karawajewa |
|      | Ukraine     | Oksana Zyhuljowa |
|      | Deutschland | Anna Dogonadze   |

### Damen Team
| Rank | Land     | Turnerin                                                                 |
| ---- | -------- | ------------------------------------------------------------------------ |
|      | Russland | Marina Murinowa Natalja Tschernowa Irina Karawajewa Tatjana Kowaljewa    |
|      | Belarus  | Galina Lebedjewa Natalja Karpenkowa Ljudmila Padassenko Tatjana Petrenja |
|      | Ukraine  | Oksana Werbitskaja Olena Mowtschan Oksana Zyhuljowa Larissa Chrestschik  |

### Synchron Damen
| Rang | Land        | Turner                              |
| ---- | ----------- | ----------------------------------- |
|      | Deutschland | Tina Ludwig Anna Dogonadze          |
|      | Ukraine     | Oksana Zyhuljowa Olena Mowtschan    |
|      | Russland    | Natalia Tschernowa Tatiana Kowalewa |

### Doppel Mini-Trampolin Damen
| Rang | Land               | Turner            |
| ---- | ------------------ | ----------------- |
|      | Neuseeland         | Kylie Walker      |
|      | Vereinigte Staaten | Jennifer Parilla  |
|      | Bulgarien          | Teodora Sinilkowa |

### Doppel Mini-Trampolin Team Damen
| Rang | Land               | Turner                                                      |
| ---- | ------------------ | ----------------------------------------------------------- |
|      | Neuseeland         | Katrina Moodie Kylie Walker Rebecca Winstone Sarah Bradnock |
|      | Australien         | Jacinta Harford Elizabeth Cox Lauren Gillett Jackie Cully   |
|      | Vereinigte Staaten | Jennifer Parilla Tara Sewell Betsy Pottorf Gina Trapane     |

### Tumbling Damen
| Rang | Land               | Turner          |
| ---- | ------------------ | --------------- |
|      | Russland           | Elena Blujina   |
|      | Vereinigte Staaten | Amanda Lentz    |
|      | Frankreich         | Chrystel Robert |

### Tumbling Team Damen
| Rang | Land               | Turner                                                      |
| ---- | ------------------ | ----------------------------------------------------------- |
|      | Russland           | Jelena Blujina Anna Korobeinikowa Tatjana Tschachnowskaja   |
|      | Frankreich         | Chrystel Robert Marlene Bayet Melanie Avisse Karine Boucher |
|      | Vereinigte Staaten | Kendra Stucki Erin Maguire Amanda Lentz Lajeanna Davis      |

### Medaillenspiegel
| Rang | Nation             | Gold | Silber | Bronze | Gesamt |
| ---- | ------------------ | ---- | ------ | ------ | ------ |
| 1    | Russland           | 8    | 1      | 1      | 10     |
| 2    | Neuseeland         | 3    | -      | -      | 3      |
| 3    | Frankreich         | 1    | 1      | 4      | 6      |
| 4    | Deutschland        | 1    | -      | 1      | 2      |
| 5    | Brasilien          | 1    | -      | -      | 1      |
| 6    | Belarus            | -    | 4      | 1      | 5      |
| 7    | Vereinigte Staaten | -    | 3      | 2      | 5      |
| 8    | Ukraine            | -    | 2      | 2      | 4      |
| 9    | Kanada             | -    | 1      | 1      | 2      |
| 9    | Australien         | -    | 1      | 1      | 2      |
| 11   | Portugal           | -    | 1      | -      | 1      |
| 12   | Polen              | -    | -      | 1      | 1      |
| 12   | Bulgarien          | -    | -      | 1      | 1      |